# Lars Tingström
Lars Gewe Tingström, även känd som Bombmannen, född 24 mars 1934 i Visby, Gotlands län, död 16 april 1993 i Skövde, Skaraborgs län, dömdes 1984 till livstids fängelse för flera uppmärksammade sprängningar i Stockholmstrakten. Tingström (och kritiker) hävdade livet ut att han var oskyldig och utsatt för en konspiration av myndigheter och polis.

## Brevbombsmålet
Lars Tingström dömdes 1979 till fem års fängelse av Nacka tingsrätt för att 1977 skickat en brevbomb till Bo Hussner. Hussner var vid den tiden VD för det konkursade spelmaskinsbolaget Prox Kalkylator AB i vilket Tingström investerat 70 000 kr, pengar som gått förlorade. Hussner överlevde med sårskador. Först två år senare arresterades Tingström, efter att ha överreagerat under en rutinförfrågan. Tingström dömdes förutom för brevbomben även för bland annat brytande av telehemlighet sedan det visat sig att han avlyssnat sin sambos telefon och spelat in hennes samtal. Målsägarsidan företräddes av chefsåklagaren i Nacka, Sigurd Dencker. Domen överklagades till hovrätten som sänkte straffet till fyra år varav Tingström avtjänade halva straffet på Kumlaanstalten innan han frigavs. Under fängelsetiden blev Tingström även bekant med Christer Pettersson, som senare åtalades för mordet på Olof Palme.

## Stora bombmålet
Under 1982 och 1983 inträffar en serie spektakulära sprängningar riktade mot myndigheter och myndighetspersoner:
- Sprängningen av åklagare Sigurd Denckers villa i Nacka den 16 juli 1982 då pojkvännen till Denckers dotter omkom.
- Sprängattentatet mot Skatteskrapan i Stockholm den 22 februari 1983 då en person omkom.
- Sprängattentatet mot Kronofogdemyndigheten i Nacka den 8 augusti 1983.

De tre bomberna uppvisade en likvärdig konstruktion. Bland annat fann man delar av urverk, rörelsedetektor från ett billarm och stora mängder dyckert. Tingströms namn återkom i de tre utredningarna och han sattes under spaning och avlyssning. Polisen intresserade sig för hans nära kontakter med en Hannu Hyttinen vars bil iakttagits i samband med sprängningen av Kronofogdemyndigheten. Hyttinen hade även häktats för dådet men släppts då bevisning saknades. Den 22 december omkom Hyttinen i en explosion i sin lägenhet. Huruvida detta var en olyckshändelse i bombframställning eller ett självmord är oklart. Dagen därpå greps Tingström.
Den 8 mars 1984 dömdes Tingström till livstids fängelse för de tre sprängdåden. Åklagare i målet var överåklagare Torsten Jonsson. Domen överklagades till Svea hovrätt där Tingström krävde att få byta ut sin advokat Thomas Martinson, som han ansåg ingå i konspirationen. Den nye försvararen Arne Liljeros hamnade dock snart i onåd och istället tog advokat Pelle Svensson över fallet. Den 20 december 1985 fastställde hovrätten livstidsstraffet. Tingström fälldes för två av sprängningarna. Tingström friades på åtalspunkterna kring sprängattentatet mot Skatteskrapan då han vid den aktuella tidpunkten befann sig i Syrien samt att det inte gick att utesluta att Hyttinen utfört dådet på egen hand.

## Jävsförhållande och resning i brevbombsmålet
Den 9 oktober 1986 offentliggjordes i TV-programmet 20:00 delar av de illegala telefonavlyssningarna från 1979 som Tingström riktat mot sin sambo. Där framgick att Sigurd Dencker, samtidigt som brevbombsmålet pågått, haft ett förhållande med Tingströms sambo (som också var åklagarens huvudvittne under rättegången). Det visade sig även att riksåklagare Magnus Sjöberg känt till affären men hemligstämplat den istället för att bevilja Tingström resning. Avslöjandet ledde till att riksåklagaren beviljade Denckers begäran att få nya arbetsuppgifter. Vidare tillkom en lagändring där det blev tillräckligt med tjänsteförsummelse från en åklagares sida för att en dömd person skulle beviljas resning. Den 1 februari 1988 beviljades Tingström omprövning i hovrätten i brevbombsmålet. Målet togs upp först 1990, varvid Tingström friades av en enig hovrätt.

## Försök till resning i det stora bombmålet
Då domen i det stora bombmålet byggde på indicier i brevbombsmålet försökte Tingström få till en resning i Högsta domstolen. Resningsansökan avslogs dock av Högsta domstolen.

## Död
Tingström ansökte om nåd 1993 efter att ha fått cancer. Ansökan avslogs, och samma år avled han på Kärnsjukhuset i Skövde. Den 17 mars 1997, knappt fyra år efter hans död, publicerade hans advokat Pelle Svensson ett "testamente" som skrivits av Tingström, där han påstod att ha beslutat sig för att ta hämnd efter sin första dom. "Blodet skall flyta på Stockholms gator", sade också Tingström under rättegången. Enligt "testamentet" skulle även uppgiften ha överförts till hans före detta bäste vän Christer Pettersson, länge huvudmisstänkt för Palmemordet. På årsdagen av mordet den 28 februari 1993, då Tingström låg på sin dödsbädd, hade han även skrivit ett brev till Pettersson som inleddes med orden "min broder". Pettersson svarade genom att skriva två bibelcitat i Tingströms manifest: "Gå bort – Jag känner eder icke". Detta ska ha syftat på att Pettersson senare ansåg att Tingström var en "golbög", alltså en person som informerar rättsväsendet om brott.
Pelle Svensson, Tingströms advokat, lade även fram en tes till Palmeutredarna om att Pettersson skulle ha mördat Palme på Tingströms begäran. Själva motivet skulle vara att denne ansåg statsministern vara skyldig "till den rättsröta" som Tingström förvillat sig in i.

### Webbkällor
- P3 dokumentär:Bombmannen, sänt 07 maj 2006
- Aftonbladet Tillbakablick